# 里普利 (密歇根州)
里普利（英語：Ripley）是位於美國密歇根州霍頓縣富蘭克林鎮區的一個非建制地區。

## 地理
里普利所處的海拔為高於海平面189米（即620英呎），而該地所採用的時區為UTC-5，即北美东部時區（EST）。同時該地設有夏令時間，為UTC-5調快一小時，即UTC-4（EDT）。